# Mộc (Ngũ hành)
Mộc (木) là yếu tố thứ nhất trong Ngũ hành.

## Đặc điểm
Mộc chỉ mùa xuân, sự tăng trưởng và đời sống cây cỏ.
- Thuộc khí Âm: Mộc mềm và dễ uốn.
- Thuộc khí Dương: Mộc rắn như thân gỗ lim.
- Dùng với mục đích lành: Mộc là cây gậy chống.
- Với mục đích dữ: Mộc là ngọn giáo.

Cây tre Việt Nam được ca ngợi về khả năng mềm dẻo trước gió, nhưng lại được dùng làm giàn giáo. Được nhìn dưới hình tượng cây, năng lượng của Mộc có tính sinh sôi nảy nở, nuôi dưỡng và mềm dẻo.

## Tính cách người thuộc hành này
Người mang Mộc có tinh thần vị tha và năng nổ. Là người nhiều ý tưởng, tính cách hướng ngoại của họ được nhiều người thương, giúp. Họ tưởng tượng nhiều hơn thực sự gắn bó với kế hoạch.
- Tích cực: Có bản tính nghệ sĩ, làm việc nhiệt thành.
- Tiêu cực: Thiếu kiên nhẫn, dễ nổi giận, thường bỏ ngang công việc.

## Vạn vật thuộc hành này
- Hoa, lá, cây cối.
- Đồ đạc bằng gỗ.
- Giấy.
- Màu xanh lục và xanh dương.
- Cột trụ.
- Sự trang hoàng.
- Tranh phong cảnh.